# درگیری مرزی ۲۰۱۷ افغانستان و پاکستان
درگیری ۲۰۱۷ در مرز افغانستان-پاکستان شامل تبادل آتش بین نیروهای امنیتی افغانستان و پاکستان در منطقه چمن در ۵ می است. دست کم ۱۵ تن در این درگیری‌ها کشته شده‌اند.

## رویداد
به گفته صمیم خپلواک، سخنگوی استانداری قندهار این درگیری زمانی آغاز شد که سربازان ارتش پاکستان وارد روستای لقمان برای سرشماری شدند. روستای لقمان در افغانستان قرار دارد و نیروهای مرزی افغان مانع این کار شدند
http://aa.com.tr/fa/افغانستان/درگیری-میان-نیروهای-مرزی-افغانستان-و-پاکستان/812013
درگیری میان نیروهای مرزی افغانستان و پاکستان
افغانستان ادعا دارد نیروهای مرزی پاکستان وارد قلمرو افغانستان شده بودند و هنگامی که مرزبانان افغان برای جلوگیری از حضور این نیروها به منطقه رفتند، درگیری بین دو طرف آغاز شد.
پاکستان اما می‌گوید قبلاً مقام‌های افغانستان را در جریان این آمارگیری قرار داده بود اما نیروهای مرزی افغانستان از ۳۰ آوریل سال جاری میلادی تاکنون برای کسانی که برای سرشماری جمعیت در روستای لقمان و جهانگیر در منطقهٔ چمن کار می‌کنند، مشکل ایجاد کرده‌اند http://khabarnama.net/blog/2017/05/08/pak-afghan-border-tensions/.

## واکنش
یک سخنگوی پلیس قندهار به رویترز گفته‌است که تیم آمارگیر پاکستانی از آمارگیری به عنوان پوششی برای «فعالیت‌های پلید و شوراندن روستاییان بر ضد دولت» استفاده می‌کردند.